# Minto (Canada)
Minto is een plaats (town) in de Canadese provincie Ontario en telt 8164 inwoners (2006). De oppervlakte bedraagt 2,90 km².